# Hotel Polonia w Toruniu
Hotel Polonia w Toruniu – secesyjny hotel znajdujący się na placu Teatralnym 5 w Toruniu, w pobliżu Urzędu Miasta i Teatru im. Wilama Horzycy.
Został wybudowany w 1890 roku na działce pozyskanej w wyniku rozebrania murów miejskich i zasypania fosy. Jego pierwszym właścicielem był Zygmunt Wojdak. Do 1945 roku nosił nazwę Thorner Hof (Toruński Dwór), po zakończeniu II wojny światowej hotel przybrał obecną nazwę. W 1946 roku przeprowadzono badanie hotelu. W następnych latach hotel gruntownie przebudowywano i odrestaurowywano. W latach 60. na budynku zamontowano neonową reklamę hotelu. Była to jedna z pierwszych neonowych reklam w Toruniu.
W narożniku placu i ulicy Podmurnej mieści się wykusz z wieżyczką.